# گوآنا

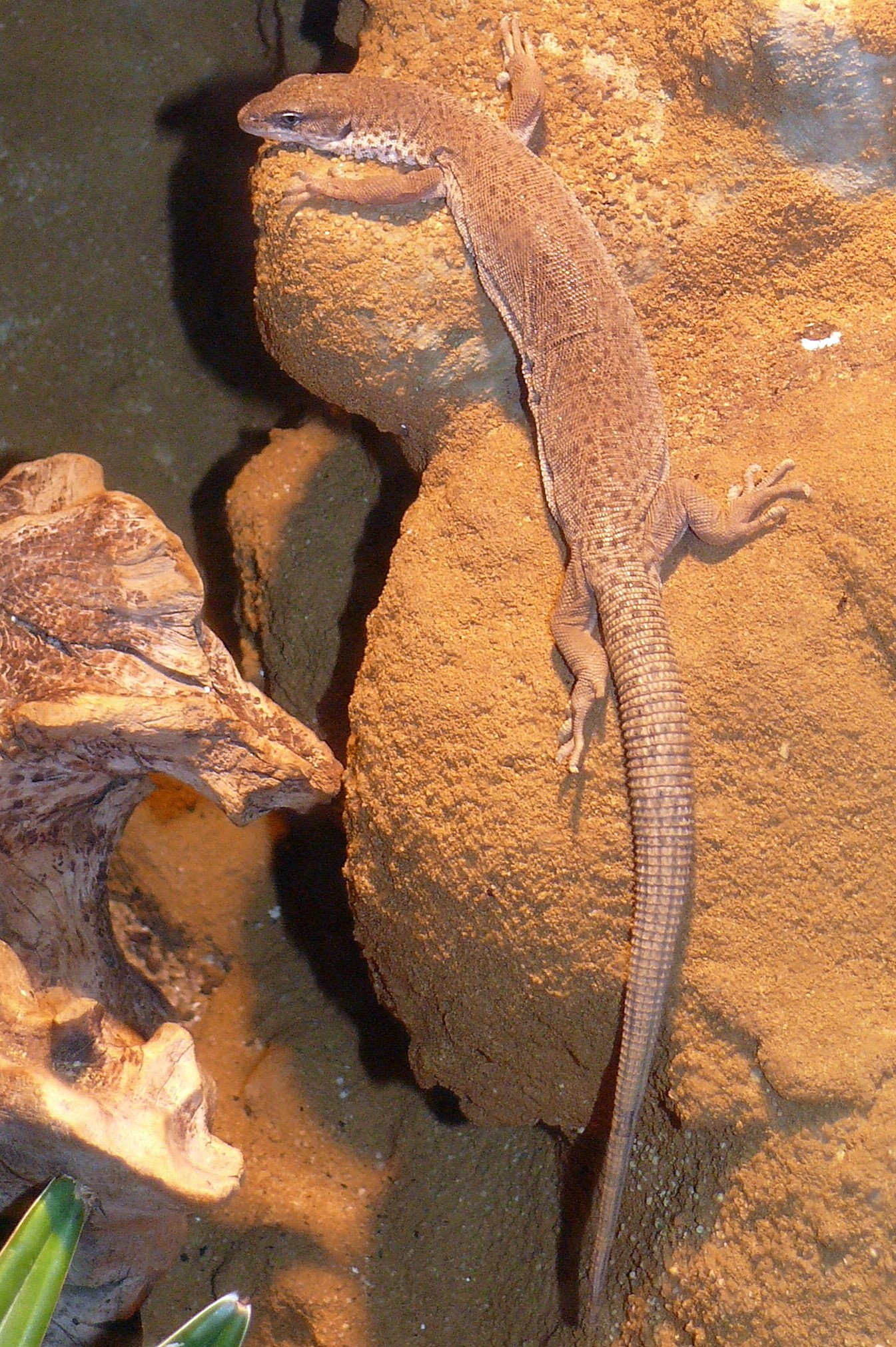
بزمجه دم‌نواری یکی از گوآناها است.

گوآنا (انگلیسی: Goanna) نامی است که برای چندین گونه مارمولک از جنس بزمجه استفاده می‌شود که در استرالیا و آسیای جنوب شرقی یافت می‌شوند. حدود ۷۰ گونه بزمجه شناخته شده‌است که ۲۵ گونه از آنها در استرالیا زندگی می‌کنند. این گروه متنوع از خزندگان گوشتخوار دارای اندازه‌ها متفاوت بسیاری هستند و چندین کنام بوم‌شناختی را پر می‌کنند.
گوآنا در اساطیر بومیان و فولکلور استرالیایی به‌ویژه در روزگار رؤیا نقش برجسته‌ای دارد. به عنوان مارمولک‌هایی درنده، گوآناها اغلب بسیار بزرگ، یا حداقل حجیم، با دندان‌ها و چنگال‌های تیز هستند. بزرگترین آن بزمجه بزرگ (پرنتیه) نام دارد که می‌تواند بیش از ۲٫۵ متر طول داشته باشد. همه گوآناها آنقدر بزرگ نیستند. گوآنای کوتوله ممکن است کوچکتر از بازوی یک انسان بالغ باشد. طول کوچکترین آن‌ها، بزمجه دم‌کوتاه، تنها به ۲۰ سانتی‌متر می‌رسد. آن‌ها با خوردن طعمه‌های کوچکتر مانند حشرات و موش زنده می‌مانند. 
گوآنا رفتارهای شکارگری و مُردارخواری را ترکیب می‌کند. آن‌ها هر حیوانی را که می‌توانند صید کنند شکار می‌کنند به شرط این‌که به اندازه کافی کوچک باشد که بتواند آن را یک‌جا بخورند. کشاورزان گوآناها را در کشتن گوسفندان مقصر دانسته‌اند، اگرچه این به احتمال زیاد به اشتباه است زیرا گوآناها بیشتر مردارخوارند و جذب گوشت فاسدشونده می‌شوند. 
بیشتر گوآناها تیره‌رنگ هستند و رنگ‌های خاکستری، قهوه‌ای، سیاه و سبز نیز دیده می‌شود. با این حال، رنگ سفید نیز رایج است. بسیاری از گونه‌های ساکن در بیابان نیز دارای رنگ‌های زرد-قرمز هستند. روش استتار آن‌ها از ایجاد نوار و خطوط راه‌راه‌ تا لک و پیس و دایره بر روی پوست متغیر است، و می‌تواند با بالغ شدن موجود تغییر کند، به طوری که بچه‌های جوان گاهی در رنگ‌های استتاری خود از بزرگسالان درخشان‌تر هستند. 
گوآنا مانند بیشتر مارمولک‌ها تخم می‌گذارد. بیشتر آنها در یک لانه یا حفره تخم می‌گذارند، اما برخی از گونه‌ها تخم‌های خود را در داخل تپه‌های موریانه می‌گذارند. این باعث محافظت از تخم می‌شود و علاوه بر این، موریانه‌ها ممکن است برای بچه‌ها در حین بیرون آمدن از تخم، یک وعده غذایی به حساب بیایند. برخلاف برخی دیگر از گونه‌های مارمولک، گوآنا توانایی رشد مجدد اندام یا دم را ندارد.

## گونه‌ها

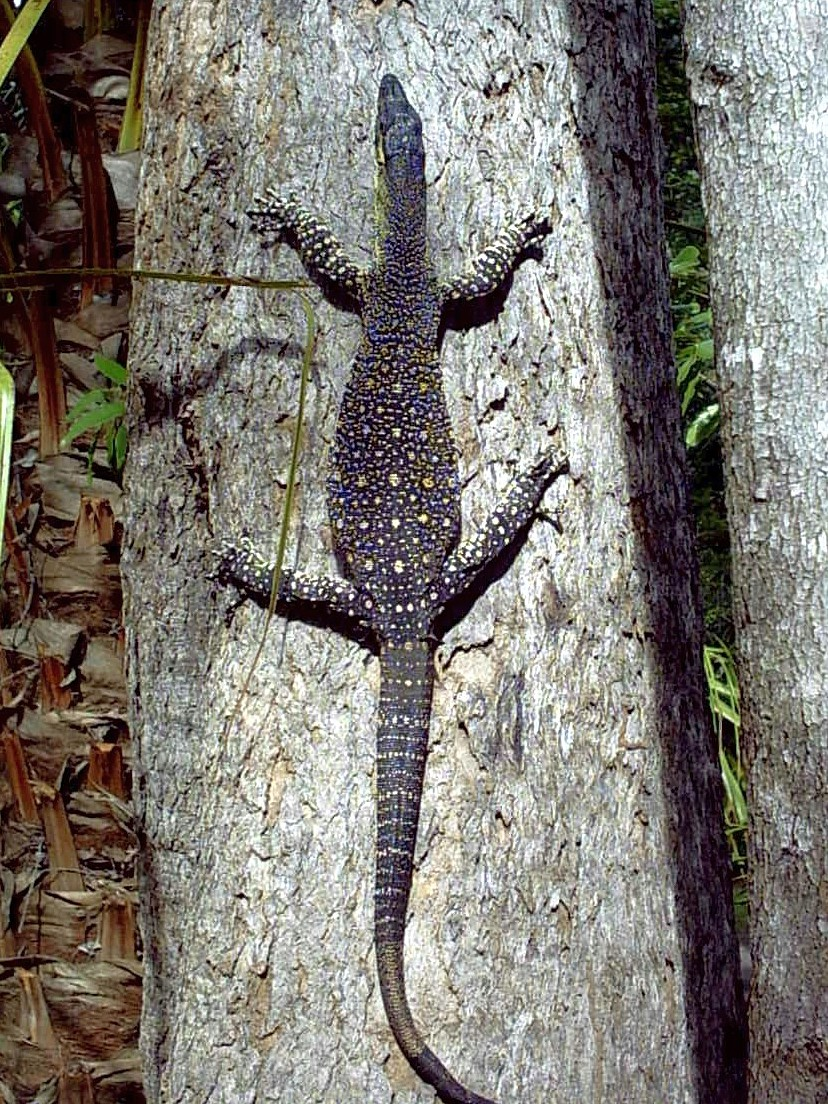
بزمجه مشبک.

- بزمجه بزرگ – V. giganteus
- بزمجه مشبک – V. varius
- بزمجه شنی – V. gouldii (also Gould's goanna or ground goanna)
- بزمجه مرتنز – V. mertensi
- بزمجه دم‌برآمده – V. acanthurus (also ridge-tailed monitor)
- بزمجه حرا – V. semiremex
- بزمجه سرسیاه – V. tristis
- بزمجه دم‌کوتاه – V. brevicauda
- بزمجه آرگوس – V. panoptes (also yellow-spotted monitor)
- بزمجه روزنبرگ – V. rosenbergi
- بزمجه اسپنسر – V. spenceri
- بزمجه استور – V. storri
- بزمجه شبه‌جزیره دمپیر – V. sparnus
- بزمجه سنگی میچل – V. mitchelli
- بزمجه سنگی کینگ – V. kingorum
- بزمجه صخره‌ای پیلبارای جنوبی – V. hamersleyensis
- بزمجه سنگی دم‌بلند – V. glebopalma
- بزمجه سنگی کیمبرلی – V. glauerti
- بزمجه مولگا کوتوله – V. gilleni
- بزمجه صحرایی کوتوله – V. eremius
- بزمجه دم‌نواری – V. caudolineatus
- بزمجه بوش – V. bushi
- بزمجه گلولیمویی – V. baritji
- بزمجه درختی یاقوتی – V. prasinus
- بزمجه رودخانه نسبیت – V. keithhornei